# テレビ朝日系列朝ニュース枠
テレビ朝日系列朝ニュース枠（テレビあさひけいれつあさニュースわく）は、テレビ朝日をはじめとするANN系列で、毎朝放送されている報道番組の一覧のことである。

## 各番組の歴史
1959年の日本教育テレビ（NET）開局と共に朝日新聞制作の『NETニュース』として開始。1970年にANNが発足するとタイトルを『ANNニュース』に変更する。
1971年4月から、中京圏での放送を中京テレビ放送（当時は名古屋テレビ放送と共同でNNSとのクロスネット）で放送を開始した。それまで中京テレビは朝の放送は編成上の都合で9時からだったため放送できなかった。1973年4月にネットの一本化で名古屋テレビに移行。
1975年4月改編でTBS - 朝日放送（ABC）とNET - 毎日放送（MBS）のいわゆる腸捻転ネットが解消され、ABCが近畿地方のANN系列局になる。これに伴い朝・昼・夕方・夜の定時ニュースに専用タイトルを付けることとなり、朝は7時開始なことから『ANNニュースセブン』と命名される。当初の『ニュースセブン』は30分枠で朝ニュース枠大型化の流れを作ることになるが、1979年4月改編で15分に縮小する。
1987年10月改編で6:30 - 6:45に移動するとともに番組タイトルを『ANNニュースフレッシュ』に変更。1990年4月より『CNNデイブレイク』に内包され、『デイブレイク』と同一のキャスター陣が投入される。
1996年10月改編以降は6:10 - 6:20に移動し『やじうまワイド』シリーズに内包されるが、『やじうま』が朝日放送など一部系列局で放送されていないことと制作部署の違い（『やじうま』はワイドショー番組を担う情報局制作）から、番組間のフォーマットに統一性がなかった。
2003年10月改編（テレビ朝日が六本木ヒルズの現社屋に移転）で放送枠が5:50 - 5:59に移動。番組タイトルも『ANNニュース』に戻り、『朝いち!!やじうま』と番組フォーマットが一体化する。『朝いち!!』が『やじうまプラス』に吸収後もこの形態が踏襲される。
2011年4月改編で『やじうまテレビ!』がリニューアルされると、朝ニュース枠の番組フォーマットが他時間帯の『ANNニュース』に合わせた作りに戻されるが、2012年4月改編より再度『やじうまテレビ!』と同一スタジオからの放送となる。
2017年10月改編で、日曜日にテレビ朝日・朝日放送・メ〜テレの共同制作による情報番組『サンデーLIVE!!』を開始。同番組開始に伴い、日曜版も番組フォーマットが一体化する。
2024年10月改編で、全曜日『グッド!モーニング』に一体化、これにより土曜日以外は全て『グッド!モーニング』に番組フォーマットが一体化された。

## 主な番組
テレビ朝日が日本教育テレビ（NET）だった時の番組も含む。
- NETニュース（1959年2月 - 1969年12月）
- ANNニュース（第1期）（1970年1月 - 1975年3月30日）
- ANNニュースセブン（1975年3月31日 - 1987年9月27日）
  - 平日は『おはようTODAY』に内包（1985年4月以降）。
- ANNニュースフレッシュ（1987年9月28日 - 2003年9月28日）
  - 平日は『CNNデイブレイク』に内包（1990年4月 - 1994年9月）。
  - 平日・土曜は『やじうまワイド』に内包（平日は1996年9月30日 - 2002年6月28日、土曜は1998年10月3日 - 2002年6月29日）。
  - 平日・土曜は『やじうまプラス』に内包（2002年7月1日 - 2003年9月27日）。
- ANNニュース（第2期）（2003年9月29日 - ）
  - 平日は『朝いち!!やじうま』に内包（2006年3月31日まで）。
  - 土曜は『やじうまプラス』に内包（2003年10月4日 - 2006年3月25日）。
  - 平日は『やじうまプラス』に内包（2006年4月3日 - 2010年10月1日）。
  - 平日は『やじうまテレビ!』に内包（2010年10月4日 - 2013年9月27日）。
  - 平日・日曜は『グッド!モーニング』に内包（平日は2013年9月30日 - 、日曜は2024年10月6日 - ）。
  - 日曜は『サンデーLIVE!!』に内包（2017年10月1日 - 2024年9月29日）。